# Cícero Dantas
Cícero Dantas is een gemeente in de Braziliaanse deelstaat Bahia. De gemeente telt 31.832 inwoners (schatting 2009).

## Aangrenzende gemeenten
De gemeente grenst aan Antas, Banzaê, Euclides da Cunha, Fátima, Heliópolis, Ribeira do Pombal en Sítio do Quinto.

## Galerij

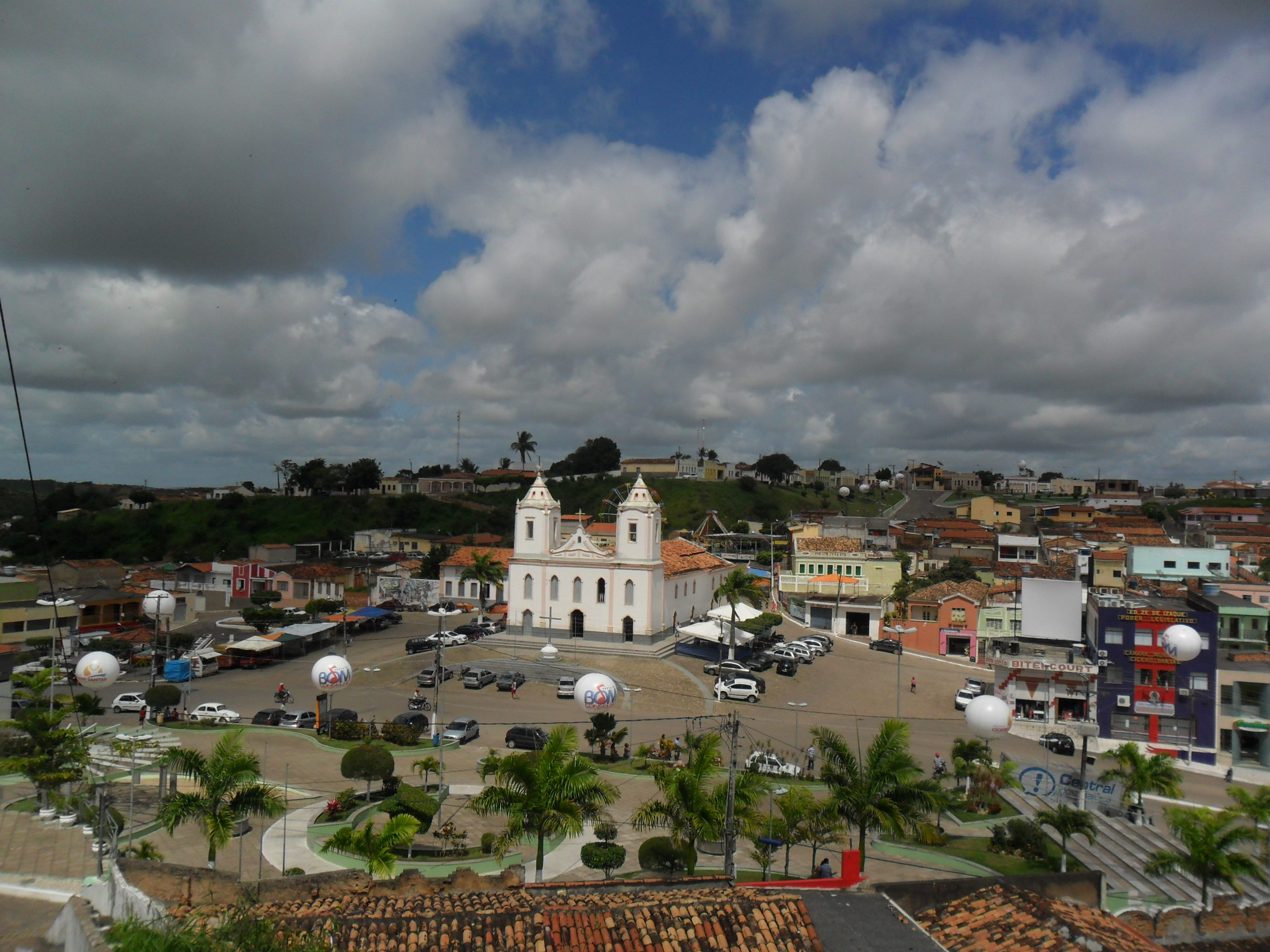
Cícero Dantas
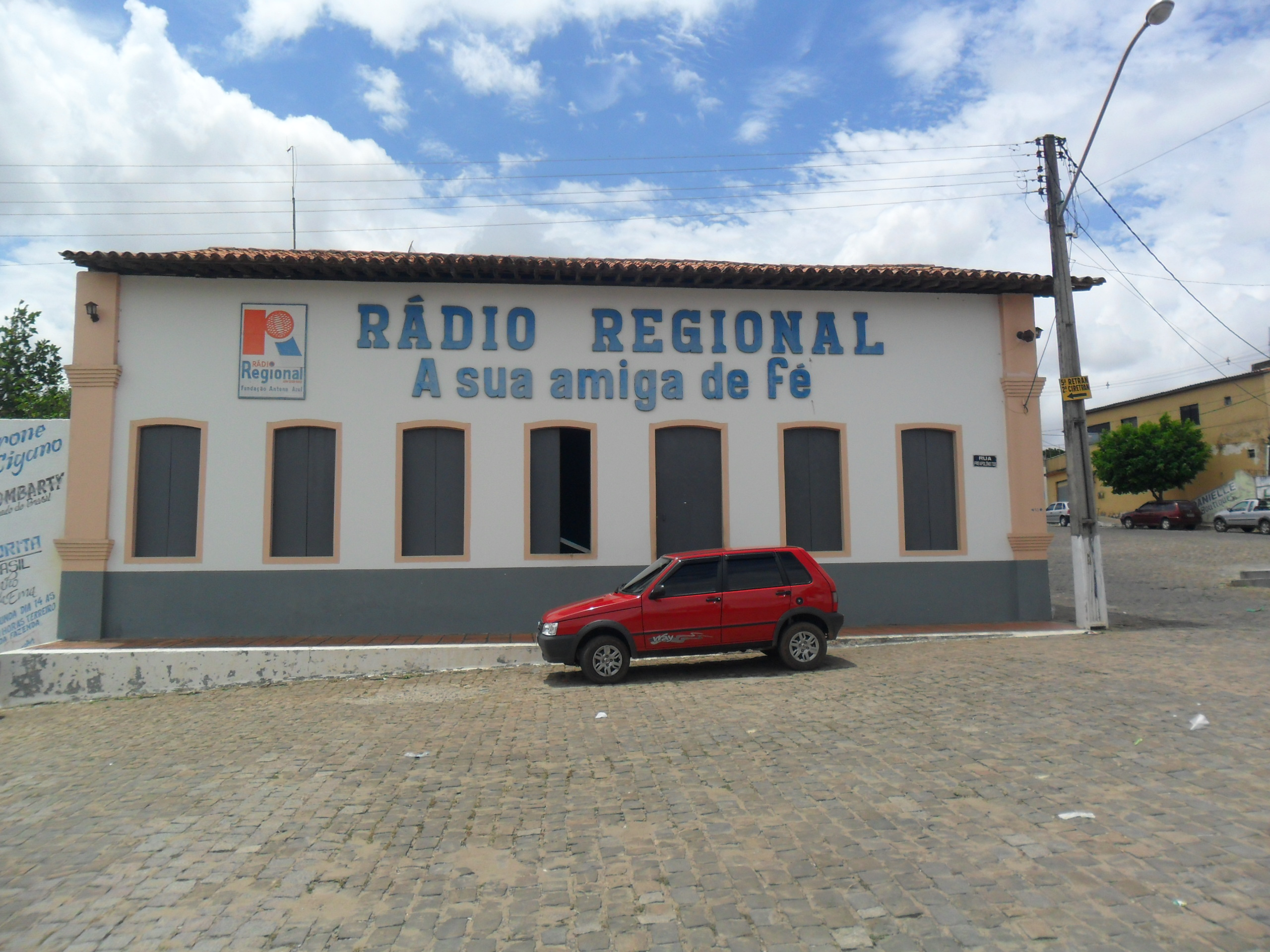
Gebouw van de regionale radio, Cícero Dantas
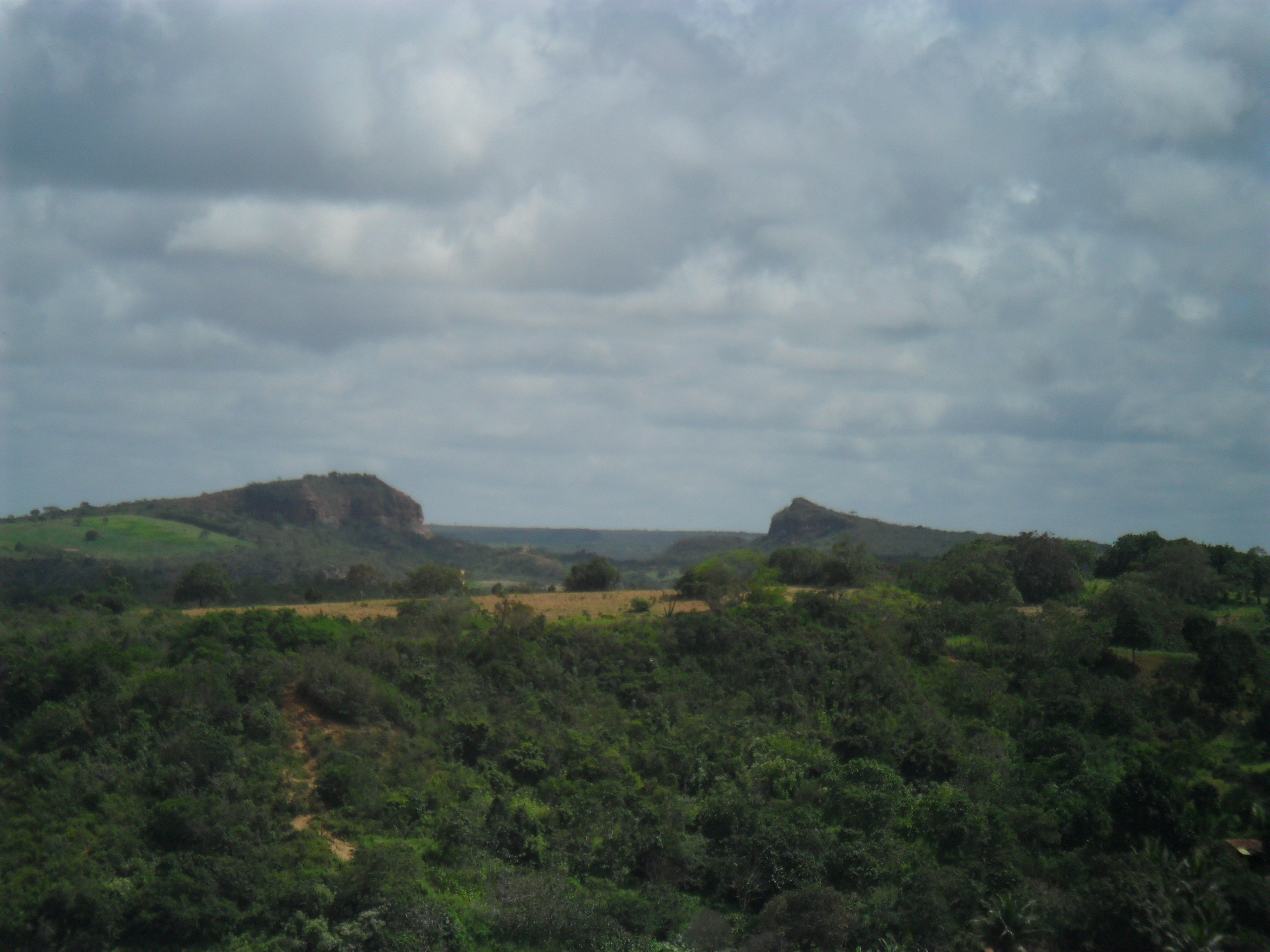
Omgeving